# Treigny
Treigny korábbi község (település) Franciaországban, Saône-et-Loire megyében. 2019. január 1-jén Sainte-Colombe-sur-Loing községgel egyesült és Treigny-Perreuse-Sainte-Colombe új község része lett.
Lakosainak száma 722 fő (2018. január 1.). Treigny Moutiers-en-Puisaye, Bouhy, Dampierre-sous-Bouhy, Saint-Amand-en-Puisaye, Lainsecq, Sainpuits és Sainte-Colombe-sur-Loing községekkel határos.

## Népesség
A település népessége az elmúlt években az alábbi módon változott:
| Lakosok száma | 915  | 842  | 832  | 734  | 722  |
|               | 2013 | 2015 | 2016 | 2017 | 2018 |